# (1930) Lucifer
(1930) Lucifer és un asteroide que forma part del cinturó d'asteroides i va ser descobert per Elizabeth Roemer el 29 d'octubre de 1964 des de l'Observatori Naval dels Estats Units en Flagstaff.
Inicialment va ser designat com 1964 ua. Posteriorment es va nomenar per Llucifer, l'àngel caigut de la tradició cristiana.
Lucifer està situat a una distància mitjana del Sol de 2,896 ua, podent allunyar-se'n fins a 3,314 ua i acostar-s'hi fins a 2,478 ua. Té una excentricitat de 0,1443 i una inclinació orbital de 14,09°. Emplea a completar una òrbita al voltant del Sol 1800 dies.